# الحجر الرملي بنافاهو

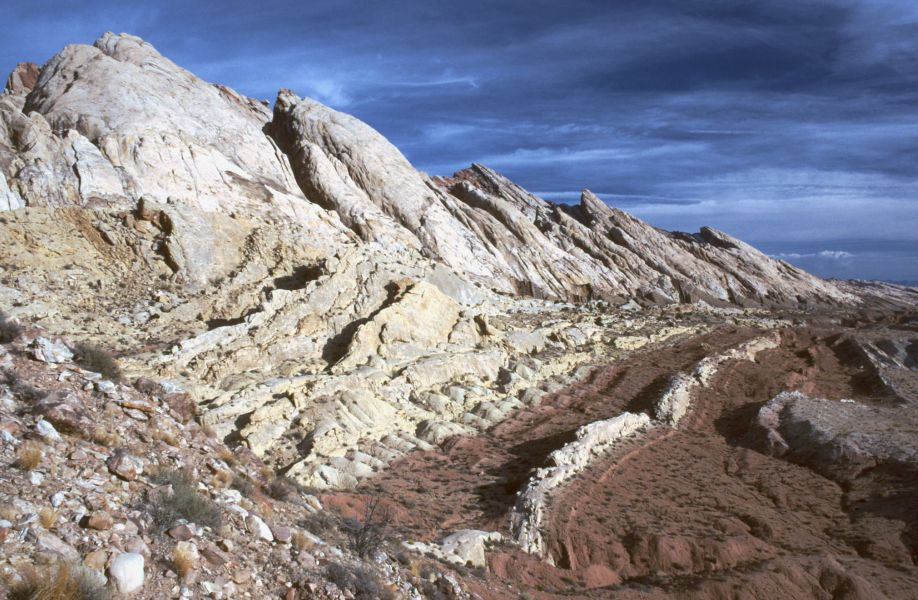
منطقة الحجر الرملي بنافاجو

الحجر الرملي بنافاهو هو تشكيل جيولوجي في مجموعة غلين كانيون. هذا التكوين الجيولوجي يقع في شمال ولاية أريزونا ، شمال غرب كولورادو، نيفادا ويوتا.
هذا الحجر الرملي له لون واضح بين الأبيض والوردي